# Franz Rindfleisch
Franz Rindfleisch (* 23. März 1929 in Eichstätt; † 13. Juli 2016 ebenda) war ein deutscher Künstler, Kunstpädagoge und Universitätsprofessor.

## Werdegang
Franz Rindfleisch studierte von 1949 bis 1952 Bildhauerei an der Akademie der bildenden Künste München und machte eine Lehrerausbildung an der Pädagogischen Hochschule Eichstätt. Er absolvierte die erste und zweite Staatsprüfung für Lehramt an Volksschulen. Danach für Lehramt an höheren Schulen. Ab 1962 lehrte er an der Pädagogischen Hochschule in Eichstätt und war von 1980 bis 1993 Professor für Kunstpädagogik und Kunstdidaktik an der Katholischen Universität Eichstätt.
1960 bis 1961 ließ sich Franz Rindfleisch in Marienstein ein Haus nach Plänen des Architekten Karljosef Schattner errichten, das in den Jahren von 1985 bis 1988 von Schattner und Huber umgebaut wurde.

## Kunst am Bau
- 1965: Kreuzweg der Heiligen Familie, Eichstätt (Architekt: Karljosef Schattner)[5]

## Schüler
- Hans Dollinger
- Hans Sailer
- Klaus W. Sporer

## Ausstellungen
- 1979: Carrara mit Rudolf Ackermann und Stefan Pfättisch
- 2010: Diözesanmuseum Eichstätt
- 2015: Museum im Pflegschloss Schrobenhausen

## Schriften
- Elementares keramisches Bauen: Ein Beitrag zum Curriculum des Kunstunterrichts. Auer Verlag, Donauwörth 1972
- Bildende Kunst. Kompendium Didaktik. Ehrenwirth Verlag, München 1978
- mit Ludwig Mödl (Hrsg.): F. Rindfleisch: Holzschnitte zur Passion. 1994